# Khuzdar
Khuzdar (in urdu خضدار) è una città del Pakistan, situata nella provincia del Belucistan.